# Jesús María Duñabeitia Vidal
Jesús María Duñabeitia Vidal, també conegut com a Beti Duñabeitia, (Bilbao, 1929-2013) fou un polític i executiu esportiu basc. Políticament ha estat militant del Partit Nacionalista Basc. Ha estat president de l'Athletic Club de Bilbao de 1977 a 1982; va ser l'últim president escollit pels compromissaris i el primer escollit pels socis. Durant el seu mandat es va tornar a hissar la ikurriña a l'Estadi de San Mamés de manera oficial. Quan deixà el càrrec fou nomenat directiu de la Federació Espanyola de Futbol.
Fou escollit regidor a l'ajuntament de Bilbao dins les llistes del Partit Nacionalista Basc a les eleccions municipals espanyoles de 1987. Quan el 1990 va dimitir l'alcalde José María Gorordo Bilbao fou escollit alcalde de Bilbao amb els vots a favor del PNB i del Partit Socialista d'Euskadi. No va presentar candidatura a les eleccions municipals espanyoles de 1991.
El seu pare, Alberto Duñabeitia Mota, havia estat jugador de futbol del RCD Espanyol i de l'Athletic Club.